# Chloe Pirrie
Chloe Pirrie, född den 25 augusti 1987 i Edinburgh i Storbritannien, är en brittisk skådespelerska.
Pirrie har bland annat medverkat i TV-serierna Under the Banner of Heaven och Dept. Q. I den förstnämnda spelade hon Matilda Lafferty och i den andra spelade hon Merritt Lingard, en av huvdudrollerna.

## Filmografi (i urval)
- 2015 – Youth
- 2020 – The Queen's Gambit (TV-serie)
- 2022 – Under the Banner of Heaven (TV-serie)
- 2025 – Dept. Q (TV-serie)